# ピカ☆★☆ンチ LIFE IS HARD たぶんHAPPY
『ピカ☆★☆ンチ LIFE IS HARD たぶんHAPPY』（ピカンチハーフ ライフイズハードたぶんハッピー）は、嵐主演の日本映画。
2002年に公開の前々作『ピカ☆ンチ LIFE IS HARDだけどHAPPY』、そしてその続編として2004年に公開された『ピカ★★ンチ LIFE IS HARDだからHAPPY』から10年を経て制作されたスピンオフ映画。
単なる続編ではなく、2.5作という位置づけとされている。

## 概要
「次があるとすれば10年後」と言っていたが、メンバーの発案によって製作が実現した。8年経ち、30代の大人となった5人が再会を果たす姿が描かれる。2014年6月中旬より撮影が開始され、映画のポスターは、セーラー服姿や長髪に謎のヒッピースタイルなど5人それぞれが前作より8年成長した姿で、6月下旬に都内の公園で撮影された。
2015年2月25日にBlu-rayとDVDが発売され、売上8.5万枚でDVD邦画部門2015年年間1位を記録した。

## 上映
当初は2014年8月1日より8月31日までTOKYO DOME CITY HALLにて限定公開予定だったが、2014年7月13日にチケットが発売されたところ、約25万枚のチケットが2日間で完売。ファンからの要望も多かったため、東京・大阪での公開のみだった前2作より範囲を拡大し、札幌、名古屋、福岡での地方拡大公開が決定した。
- 東京：TOKYO DOME CITY HALL（2014年8月1日 - 31日）
- 北海道：Zepp Sapporo（2014年10月28日 - 11月2日）
- 福岡：都久志会館ホール（2014年11月3日 - 8日）
- 大阪：シアターBRAVA!（2014年11月5日 - 19日）
- 名古屋：名古屋国際会議場センチュリーホール（2014年12月20日、21日）

当時5大都市合計で約36万人を動員予定としていた。

## あらすじ
前作から10年。
それぞれの道に進んだ4人（タクマ以外）は、ひょんな出来事から再び八塩で集まることになった。

## キャスト
- 岡野瞬（シュン） - 相葉雅紀
- 二葉廉太郎（ボン） - 松本潤
- 恩田琢磨（タクマ） - 二宮和也[4]
- 貴田晴彦（ハル） - 大野智[7]
- 鴨川忠（チュウ） - 櫻井翔
- 鴨川弥生 - 水川あさみ
- 田沢 - 小林一英
- 鉄 - 小林令門
- 天宮三六 - でんでん
- 天宮美加里 - 宮地真緒
- 高野ゆか - 優紀
- 鮫洲一家のメンバー - 谷川功
- 北の裸族店員 - 屋良学
- 葵学 - 近江谷太朗
- 三途の川渡し人（タクマの父） - 半海一晃
- 上島竜兵 - 上島竜兵（ダチョウ倶楽部）
- 村岡 - 松原智恵子[8]
- 妙子 - 上地春奈
- 鴨川鉄壁 - 大西利空
- アニャンゴ - シリム・エスター
- YCB新宿店店長 - 越村公一
- 貴田君江 - 秋山菜津子
- 鴨川かごめ - 井ノ原快彦（20th Century）

## スタッフ
- 原案：井ノ原快彦（20th Century）
- 監修：堤幸彦
- 監督：木村ひさし
- 脚本：河原雅彦
- オープニングテーマ：嵐「PIKA★★NCHI DOUBLE」
- エンディングテーマ：嵐「PIKA☆NCHI」